# Никола Врзић
Никола Врзић (Земун, 22. август 1977) српски је новинар. Био је помоћник главног и одговорног уредника недељника Печат и водитељ ауторске емисије на радију Спутњик на српском језику. Тренутно ради као главни и одговорни уредник РТ Балкан.

## Биографија
Студирао је светску књижевност, а новинарством се бави од 1997. године.
Као новинар НИН-а, објавио је низ чланака којима је довео у сумњу званичну верзију убиства Зорана Ђинђића.
За серијал чланака у недељнику НИН, о атентату на Зорана Ђинђића, добио је награду за новинарску храброст „Милан Пантић“, 2005. године, коју додељује компанија Новости.
У време афере Викиликс, написао је низ чланака о разговорима српских политичара и страних дипломата у Београду, а као извор је користио дипломатске депеше које је објавио Викиликс. Касније је текстове преточио у књигу под насловом „Викиликс — тајне београдских депеша“, чији је саиздавач био Фонд Слободан Јовановић. На промоцији књиге у великој сали Коларчевог народног универзитета, говорио је Војислав Коштуница, тада председник Демократске странке Србије.
Заједно са Миланом Веруовићем, припадником Ђинђићевог обезбеђења који је такође рањен у атентату 12. марта 2003. године, објавио је књигу „Трећи метак — политичка позадина убиства Зорана Ђинђића“, септембра 2014. године.
Радио је као помоћник главног и одговорног уредника недељника Печат и водитељ ауторске емисије на радију Спутњик на српском језику.
Од 2022. године је главни и одговорни уредник РТ Балкан.

## Дела
- „Викиликс — тајне београдских депеша“, Наш печат - Фонд Слободан Јовановић, Београд 2011.  978-86-87551-02-2.;
- „Трећи метак — политичка позадина убиства Зорана Ђинђића“, Моја књига, Пирот 2014.  978-86-80008-00-4. (коаутор Милан Веруовић)